# Sự bùng nổ kỷ Cambri

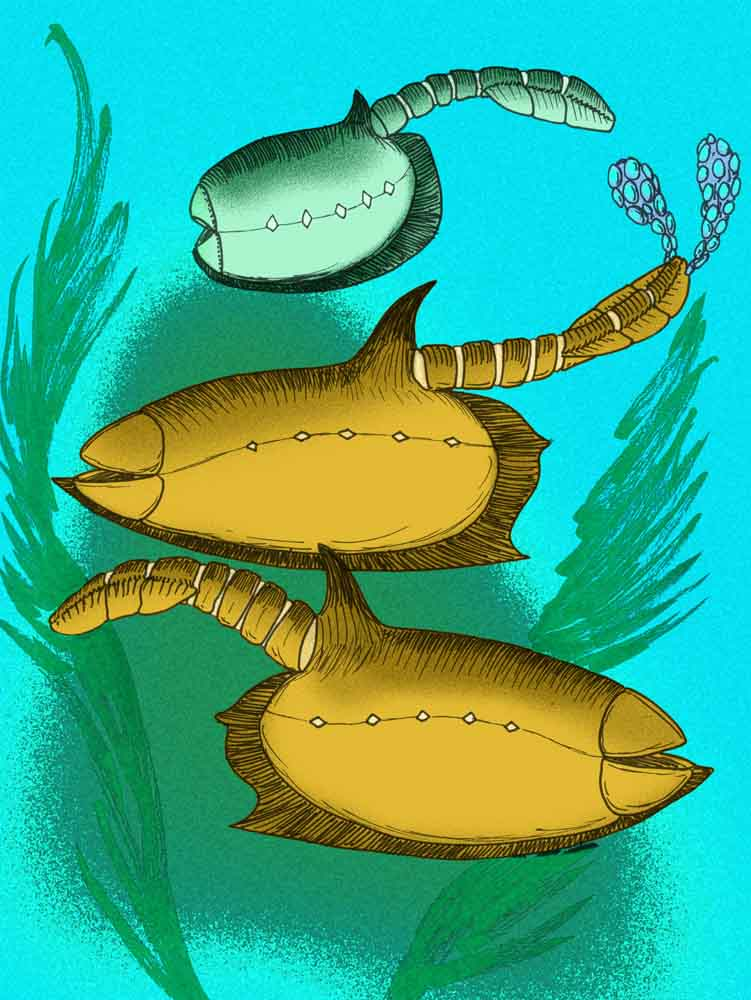
Một số loài động vật trong kỷ Cambri

Bùng nổ kỷ Cambri là sự xuất hiện một cách tương đối nhanh chóng hầu hết các ngành động vật chính được ghi nhận lại từ các hóa thạch vào khoảng 542 triệu năm trước trong thời gian kỷ Cambri. Sự kiện này đi cùng với các sự đa dạng chính của các sinh vật khác. Trước đó vào khoảng 580 triệu năm trước, hầu hết các sinh vật có cấu trúc đơn giản, chủ yếu là các tế bào riêng biệt đôi khi được tổ chức thành các tập đoàn. Sau 70 hoặc 80 triệu năm, tốc độ tiến hóa tăng lên theo cấp số nhân và sự đa dạng hóa sự sống bắt đầu tương tự như ngày nay. Tất cả các giới hiện nay đã xuất hiện vào 20 triệu năm đầu của thời kỳ này, ngoại trừ Bryozoa, chúng xuất hiện sớm nhất vào Ordovic hạ.
Bùng nổ kỷ Cambri đã tạo ra những tranh luận khoa học rộng rãi. Sự xuất hiện dường như nhanh chóng các hóa thạch trong "tầng Primordial" được ghi nhận vào đầu thập niên 1840, và vào năm 1859 Charles Darwin đã thảo luận về vấn đề này như là một trong những phản đối chính chống lại thuyết tiến hóa của ông về chọn lọc tự nhiên.

## Chỉ dẫn
1. ↑  Bao gồm ít nhất là động vật, thực vật phù du và vi sinh vật vôi.[3]
2. ↑  Vào 610 triệu năm trước, Aspidella xuất hiện, nhưng không rõ rằng chúng có đại diện cho các dạng sống phức tạp.
3. ↑  Khi được xác định về tốc độ tuyệt chủng và phát sinh loài.[4]